# 维妥珠单抗
维妥珠单抗（INN：veltuzumab；开发代号：IMMU-106）是一种单克隆抗体（靶向CD20），正在研究用于治疗非霍奇金淋巴瘤。截至2011年12月，该药物正在进行I/II期临床试验。当与米拉珠单抗一起使用时，它显示出活性。
该药物由Immunomedics开发。
2015年8月，美国食品药品监督管理局授予其治疗免疫性血小板减少症的孤儿药地位。II期试验计划将持续5年。